# تصيد براءات الاختراع

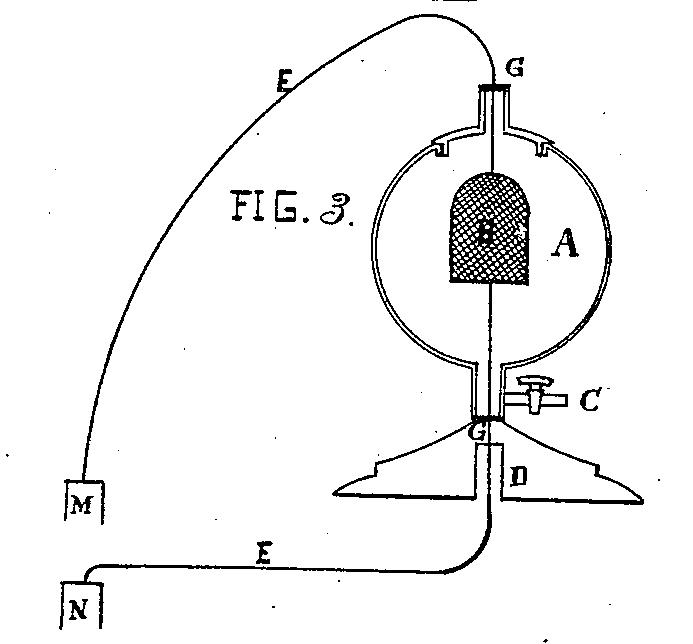

تصيد براءات الاختراع (بالإنجليزية: Patent troll)‏ هو الشخص أو الشركة الذي يسعى لتجميع أكبر قدر ممكن من براءات الاختراع لاستخدامها لاحقا ضد المعتدين عليها، عادة هذا الشخص أو الشركة لا يقوم بتصنيع المنتج أو الخدمة المحمية بتلك البراءات.
في   القانون   و الأعمال الدوليين، يعد مصطلح تصيد براءات الاختراع أو اكتناز براءات الاختراع مصطلحًا حاسمًا أو انتقاصيًا يُطلق على أي شخص أو شركة تحاول تطبيق حقوق براءات الاختراع ضد المتعدين المتهمين، بما يتجاوز القيمة الفعلية لبراءة الاختراع أو مساهمتها في الفن السابق، غالبًا ما يحدث هذا من خلال وسائل قانونية جادة (الدعاوى غير الموضوعية، والدعاوى الكيدية، والدعوى الاستراتيجية ضد المشاركة العامة (إس إل إيه بّي بّي)، وأثر الصقيع وما شابه). لا يصنّع متصيدو براءات الاختراع غالبًا المنتجات المعتمدة على براءات الاختراع المعنية ولا يوفرون الخدمات المتعلقة بها. ومع ذلك، من الممكن ألا تُعتبر الكيانات غير الممارسة لبراءة الاختراع المؤكدة الخاصة بها «متصيدة براءات اختراع»، يحدث ذلك عندما ترخص تقنياتها الحاصلة على براءة الاختراع مقدمًا وبشروط معقولة.
تشمل المفاهيم الأخرى ذات الصلة الشركة المالكة لبراءة الاختراع (بّي إتش سي)، وكيان الادعاء الخاص ببراءة الاختراع (بّي إيه إي) والكيان غير الممارس (إن بّي إي)، الذي قد يُعتبر أو لا يُعتبر «متصيد براءة اختراع» اعتمادًا على الموقف الذي يتخذه ونظرة الجمهور إلى هذا الموقف.
بينما تعمل معظم الكيانات المسماة «متصيدة» ضمن حدود الأنظمة القانونية، تتعارض النتائج التي تحققها وسائلها العدوانية مع أصول نظام براءات الاختراع، باعتبارها عقدًا اجتماعيًا قانونيًا يهدف إلى تمكين الاختراع وحمايته؛ أدى الارتفاع السريع في اقتصاد المعلومات الحديث إلى وضع نظام الملكية الفكرية العالمي تحت ضغط أكبر.
كانت مشكلة تصيد براءات الاختراع في أوروبا أخف وطأةً منها في الولايات المتحدة بسبب وجود نظام يغرم الطرف الخاسر بنفقات الخصم القانونية. في المقابل، تطبق الولايات المتحدة عمومًا القاعدة الأمريكية، التي يكون بموجبها كل طرف مسؤولًا عن أتعاب المحاماة الخاصة به. ومع ذلك، بعد قرار المحكمة العليا للولايات المتحدة في دعوى «أوكتان فيتنيس، إل إل سي» ضد «إيكون هيلث آند فيتنيس» في 29 أبريل 2014، أصبح من الأسهل الآن على المحاكم منح تكاليف دعاوى براءات الاختراع غير الموضوعية.

## الأسباب
بلغت تكلفة الدفاع ضد دعوى انتهاك براءة اختراع، اعتبارًا من عام 2004، ما يقارب مليون دولار أو أكثر قبل المحاكمة، و2.5 مليون دولار للدفاع الكامل، حتى في حالة النجاح. نظرًا إلى ارتفاع التكاليف والمخاطر، يمكن للمتهمين اللجوء إلى تسوية الدعاوى غير المستحقة التي يعتبرونها غير جديرة مقابل آلاف المئات من الدولارات. بالإضافة إلى أن عدم القدرة على التأكد والتنبؤ بنتائج محاكمات هيئة المحلفين في الولايات الأمريكية المتحدة يشجع أيضًا على التسوية.
اقتُرح بالإضافة إلى ذلك أن التشوهات الحاصلة في سوق براءات الاختراع، مثل تلك الناتجة عن تراكم الاختبار، تعزز تصيد براءات الاختراع.
في حال قبول مكتب براءات الاختراع الادعاءات التي اختُرعت أو نُشرت أو حتى سُجل لها براءة اختراع سابقًا، متجاهلًا الفن السابق للمواد، تخضع عندها التقنيات -حتى الحالية والمستخدمة منها- إلى تصيد براءات الاختراع. يمكن طلب إعادة النظر لإبطال براءة الاختراع بالاعتماد على الفن السابق، لكن عادةً ما تقدم الطلبات بعد أن تُرفع الدعوى القضائية أو يُهدد بها (نحو 0.33% من براءات الاختراع في الولايات المتحدة قد طُلب إعادة النظر فيها)، وغالبًا ما يترافق هذا مع دعوى انتهاك. يشارك حامل براءة الاختراع فقط في هذه العملية، ولا يحق للطرف الذي يطلب إعادة النظر الاستئناف واستخدام الدليل نفسه في أي دعوى مدنية لاحقة؛ فيبقي هذا التهديد شعبية إعادة النظر في حدودها الدنيا رغم تكلفتها المنخفضة. علاوةً على ذلك، فإن النتيجة الأكثر شيوعًا ليست التحقق من صحة براءة الاختراع أو إبطالها، بل تضييق نطاق الادعاءات.
لا يوجد أيضًا التزام فوري بالدفاع عن براءة اختراع غير مستخدمة، لذا قد تنتج شركات التصنيع المنتج الحائز على براءة الاختراع لسنوات حتى يقاضيهم متصيدو براءات الاختراع. على سبيل المثال، واجه تنسيق الصور «جاي بّي إي جي» -الذي أُريد له أن يكون خاليًا من رسوم الترخيص- هجومي براءات اختراع، أحدهما من قبل شبكات فورجينت خلال أعوام 2002-2006 وآخر من قبل الأرصدة العالمية للبراءات خلال أعوام 2007-2009. أُبطلت كلتا البراءتين في النهاية بناءً على الفن السابق، لكن قبل هذا، جمعت فورجينت أكثر من 100 مليون دولار رسوم ترخيص من 30 شركة وقاضت 31 شركة أخرى.

## التعريف تص
هناك خلاف حول تعريف تصيد براءات الاختراع وليس هناك تعريف يبدو مرضيا من ناحية فهم كيف يجب على القانون التعامل معها. غالبا ما تتضمن التعريفات طرفا يقوم بواحد أو أكثر مما يلي:
- شراء براءة اختراع من شركة مفلسة ثم الادعاء قانونيا ضد شركة أخرى بحجة انها خرقت براءة الاختراع التي تم شراؤها[12]
- استخدام براءة الاختراع ضد اختراقات مزعومة لها من دون وجود نية لصناعة المنتج أو تقديم الخدمة محل براءة الاختراع[13][14]
- محاولة فرض والتذرع ببراءات الاختراع التي لا تملك اساس بحثي أو قابليه للتصنيع[15]
- تركيز الجهود من قبل اصحاب تلك البراءات على فقط استخدام الحقوق القانونية لبراءات الاختراع

## التاثيرات
فقط في عام 2011 تكبد قطاع الأعمال في الولايات المتحدة الامريكية تكاليف تقدر بمبلغ 29 بليون دولار بسبب تصيد براءات الاختراع
من سنة 2009 إلى سنة 2013 رفع على شركة ابل 71 قضية براءات اختراع من قبل كيانات لم تقم بتصنيع تلك البراءات

## مواجهة اخطار تصيد براءات الاختراع
من وسائل تقوم بها الشركات لحماية نفسها من متصيدي براءات الاختراع مراقبة انشطة الشركات المنافسة في الحصول على براءات اختراع لتجنب استخدامها وخرقها لكن بسبب ان متصيدي براءات الاختراع ليسوا منافيسين حقيقين فمن الصعب اكتشاف ان المنتج أو الخدمة الجديدة التي تقوم بها الشركات محمية ببراءات اختراع الا بعد فوات الاوان